# Горня Селниця
46°08′ пн. ш. 16°08′ сх. д. / 46.14° пн. ш. 16.13° сх. д.
Горня Селниця (хорв. Gornja Selnica) — населений пункт у Хорватії, у Крапинсько-Загорській жупанії у складі міста Златар.

## Населення
Населення за даними перепису 2011 року становило 201 осіб.
Динаміка чисельності населення поселення:

## Клімат
Середня річна температура становить 9,74 °C, середня максимальна – 23,38 °C, а середня мінімальна – -5,95 °C. Середня річна кількість опадів – 993 мм.
| Клімат поселення                              | Клімат поселення | Клімат поселення | Клімат поселення | Клімат поселення | Клімат поселення | Клімат поселення | Клімат поселення | Клімат поселення | Клімат поселення | Клімат поселення | Клімат поселення | Клімат поселення | Клімат поселення |
| Показник                                      | Січ.             | Лют.             | Бер.             | Квіт.            | Трав.            | Черв.            | Лип.             | Серп.            | Вер.             | Жовт.            | Лист.            | Груд.            |                  |
| Середній максимум, °C                         | 5,64             | 7,24             | 11,26            | 15,32            | 20,22            | 23,38            | 22,62            | 22,10            | 18,20            | 13,31            | 7,90             | 4,38             |                  |
| Середня температура, °C                       | −0,15            | 1,44             | 5,47             | 9,54             | 14,43            | 17,58            | 19,30            | 18,78            | 14,88            | 9,99             | 4,58             | 1,06             |                  |
| Середній мінімум, °C                          | −5,95            | −4,34            | −0,32            | 3,74             | 8,64             | 11,80            | 15,98            | 15,46            | 11,56            | 6,67             | 1,26             | −2,26            |                  |
| Норма опадів, мм                              | 49               | 52               | 68               | 77               | 84               | 115              | 98               | 100              | 94               | 93               | 93               | 70               |                  |
| Середньомісячна швидкість вітру, м/с          | 1.96             | 2.16             | 2.52             | 2.46             | 2.34             | 2.05             | 2.02             | 1.84             | 1.86             | 1.97             | 2.07             | 2.05             |                  |
| Середньомісячна сонячна радіація, кДж/м²·день | 4054             | 6818             | 10509            | 14789            | 18907            | 20466            | 21415            | 18505            | 13772            | 8741             | 4586             | 3266             |                  |
| --------------------------------------------- | ---------------- | ---------------- | ---------------- | ---------------- | ---------------- | ---------------- | ---------------- | ---------------- | ---------------- | ---------------- | ---------------- | ---------------- | ---------------- |
| Джерело:                                      |                  |                  |                  |                  |                  |                  |                  |                  |                  |                  |                  |                  |                  |